# 市原市農業協同組合
市原市農業協同組合（いちはらしのうぎょうきょうどうくみあい）は、千葉県市原市に本所を置く農業協同組合。

## 店舗
- 本店
- 海上支店
- 八幡支店
- 五井支店
- 湿津支店
- 南総支店
- 高滝支店
- 月崎支店
- 姉崎支店
- 北部営農センター
- 中央営農センター
- 東海サブセンター
- 南部営農センター
- 高滝サブセンター
- 西部営農センター
- 農機具センター
- 農産物直売所 くださいな ちはら台店
- 農産物直売所 桜台店
- グリーンマート
- 五井Ａマート
- 株式会社市原市農協サービス

ATMコーナー
- 東海
- 市東
- 菊間
- ちはら台
- 戸田
- 桜台